# Henry Hardinge, I visconte Hardinge
Henry Hardinge, I visconte Hardinge (Wrotham, 30 marzo 1785 – Royal Tunbridge Wells, 24 settembre 1856), è stato un generale britannico, governatore coloniale.

## Biografia

### La carriera nell'esercito
Hanry Hardinge nacque a Wrotham nel Kent. Dopo aver frequentato la Durham School egli entrò nel British Army nel 1799 come alfiere dei Queen's Rangers, un corpo successivamente posto di stanza nel Canada settentrionale. Egli prestò il proprio servizio attivo nella Battaglia di Vimeiro, dove venne ferito, e nella Battaglia di Corunna sotto il comando del generale John Moore che venne poi ucciso. Successivamente venne nominato deputato quartiermastro generale dell'esercito portoghese e fu presente a molte delle battaglie della Guerra d'indipendenza spagnola. A Albuera, nel 1811, egli salvò le sorti degli inglesi prendendosi la responsabilità di avanzare in aiuto della divisione del generale Lowry Cole. Ferito nuovamente nella Battaglia di Vitoria nel 1813.
Allo scoppio della guerra nel 1815 dopo la fuga di Napoleone dall'Isola d'Elba, Hardinge ritornò al proprio servizio attivo. Egli fu presente alla Battaglia di Ligny del 16 giugno 1815, dove perse la mano sinistra colpita da una palla di cannone e pertanto non presenziò alla Battaglia di Waterloo due giorni dopo. Arthur Wellesley, I duca di Wellington gli presentò in segno di amicizia e riconoscenza una spada appartenuta a Napoleone.

### Servizio politico
Nel 1820 e nel 1826 Sir Henry Hardinge tornò al parlamento come membro per la costituente di Durham e nel 1828 accettò l'incarico di segretario di guerra nel ministero Wellington, un posto che ricoprirà anche nel gabinetto di governo di Sir Robert Peel nel 1841-1844. Nel 1830 e nel 1834-1835 egli fu capo segretario d'Irlanda. Nel 1844 succedette a Lord Ellenborough come governatore generale d'India. Durante il suo incarico venne combattuta la Prima guerra anglo-sikh ove egli si offrì come secondo comandante sotto la direzione di Sir Hugh Gough. Dopo il piacevole esito della campagna venne creato visconte Hardinge di Lahore e di King's Newton nel Derbyshire.

### Comandante in capo
Egli ritornò in Inghilterra nel 1848 e nel 1852 succedette al Duca di Wellington come comandante in capo dell'esercito britannico. In questa posizione egli ebbe la responsabilità della direzione della Guerra di Crimea che condusse sui principi instillatigli da Wellington. Nel 1855 venne promosso al rango di Feldmaresciallo.
A causa dei molti errori condotti nella campagna militare in Crimea, il governo mise in piedi una commissione per investigare circa le ragioni della sconfitta. Sollevato dai propri incarichi, venne colto da un malore non appena seppe della notizia. Costretto a dimettersi dall'incarico di comandante in capo delle truppe inglesi nel luglio del 1856, la sua salute andò a peggiorare sempre più e morì nel settembre successivo a South Park presso Tunbridge Wells.

## Matrimonio e figli
Nel 1821 Henry Hardinge aveva sposato Lady Emily Jane, settima figlia di Robert Stewart, I marchese di Londonderry. Dei figli della coppia, il primogenito Charles Stewart Hardinge (1822–1894), fu segretario privato in India e successore dei titoli paterni.